# Matteo Rubin
Matteo Rubin (né le 9 juillet 1987 à Bassano del Grappa, en Vénétie) est un footballeur italien. Il évolue actuellement avec le Vis Pesaro dal 1898.

## Carrière
- 2005-2007 :  AS Cittadella
- 2007-2012 :  Torino FC
  - 2010-2011 :  Bologne FC (prêt)
  - 2011-déc. 2011 :  Parme FC (prêt)
  - jan. 2012-2012 :  Bologne FC (prêt)
- 2012-2014 :  AC Sienne
  - 2013-déc. 2013 :  Hellas Vérone (prêt)
  - jan. 2014-2014 :  Chievo Vérone (prêt)
- 2014-2016 :   Modena FC[1]
- 2016-2019 :  Foggia Calcio
  - jan. 2019 :  Ascoli Calcio 1898 (prêt)